# HD 38263
HD 38263 (SAO 94827) – gwiazda znajdująca się w gwiazdozbiorze Byka. Jest położona w odległości ok. 352 lat świetlnych. Należy do typu widmowego A3, zaś jej obserwowana wielkość gwiazdowa to 6,46m.
John Herschel obserwował ją 23 stycznia 1832 roku i, podejrzewając ją o posiadanie mgławicy, umieścił w swoim katalogu obiektów mgławicowych. John Dreyer skatalogował ją w swoim New General Catalogue pod numerem NGC 2045.